# Younes Bouab
Younes Bouab (in arabo يونس بواب‎?, Yunas Buwāb; Safi, 29 aprile 1979) è un attore e sceneggiatore marocchino.

## Biografia
Younes Bouab nasce il 29 aprile 1979 da padre marocchino e da madre francese. È cresciuto a Rabat dove studia al Lycée Descartes, dove scopre per la prima volta la passione per il teatro. Conseguito il Baccalauréat littéraire, parte per studiare alla Sorbona a Parigi, dove si laurea in filosofia. Rinnova i contatti con il teatro durante i suoi ultimi anni a Parigi.

## Filmografia

### Cinema
- Road to Kabul di Brahim Chkiri (2011)
- Zéro di Nour-Eddine Lakhmari (2012)
- Cheba Louisa di Françoise Charpiat (2013)
- Formatage (2014)
- Queen of the Desert di Werner Herzog (2015)
- La Controfigura di Rä di Martino (2017)
- Razzia di Nabil Ayouch (2017)
- Alter Ego de Faiçal Ben (2017)
- Une urgence ordinaire di Mohcine Besri (2018)
- I love my mum di Alberto Sciamma (2018)
- Achoura di Talal Selhami (2018)
- L'Appartement d'Omar di Youssef Nathan Michraf (2018)
- Les 3 M, histoire inachevée di Saâd Chraïbi (2019)
- Le Miracle du saint inconnu di Alaa Eddine Aljem (2019)

### Televisione
- Homeland (2013)
- Les Mille et une nuits di Anouar Moatassim (2014)
- Le Bureau des légendes, di Jean-Marc Moutout e Éric Rochant (2015)
- Cannabis di Lucie Borleteau (2016)
- Deep State,  di Robert Connolly (2018)
- Für meine Tochter di Stephan Lacant (2018)